# Epidiaspis baccharidis
Epidiaspis baccharidis är en insektsart som först beskrevs av Townsend och Cockerell 1898.  Epidiaspis baccharidis ingår i släktet Epidiaspis och familjen pansarsköldlöss. Inga underarter finns listade i Catalogue of Life.